# Associação dos Exploradores do Espaço
A Associação dos Exploradores do Espaço é uma organização não governamental, considerada um dos clubes mais fechados do mundo: para ser membro da mesma, é necessário ter realizado pelo menos uma volta em torno da Terra no espaço (acima dos 100 quilômetros de altura, conforme definido pela Federação Aeronáutica Internacional). A instituição foi criada em 1985 e a quantidade de seus membros, atualmente, ascende a mais de 400, provenientes de 37 diferentes países.A instituição realiza fóruns para a promoção da exploração espacial, bem como da ciência espacial, engenharia e cuidados com o meio-ambiente.

## Congresso Planetário
O Congresso Planetário da Associação dos Exploradores do Espaço é um fórum anual entre seus membros. Acontece em diferentes países (sempre a nação de algum membro) a cada ano, sempre com o suporte da agência espacial local e clubes de ciência espacial. Seus encontros incluem eventos para o público e conferências de imprensa.